# Kameňák (film)
Kameňák je česká filmová komedie Zdeňka Trošky z roku 2003. Jde o první film z filmové série z let 2003 až 2015. Hlavní hrdinové seriálu Kameňák jsou Josef „Pepa“ Novák, Vilma Nováková, Josef „Pepíček“ jr. a Julie Nováková. Děj se odehrává ve smyšleném městečku, kde na každém kroku číhá jiná vtipná situace. V každém díle proběhne jeden týden – film je rozdělen na dny.
Premiéra komedie proběhla 1. ledna 2004 ve 20.00 na TV Nova. Slovenská premiéra komedie proběhla v roce 2005 na STV.
MÍSTA NATÁČENÍ:
Týn nad Vltavou, Bechyně, Tábor, Zámek Náměšť na Hané, Jaderná elektrárna Temelín 

## Hrají
- Pepa – policista (Václav Vydra)
- Vilma – učitelka (Jana Paulová)
- Víťa – doktor (Petr Pěknic)
- Rodeo – voják (Nikola Navrátil)
- Leo Kohn – (Josef Laufer)
- Primář – (Marek Vašut)
- Kropáčková – stará babka (Anna Vejvodová)
- Pepíček – (Tomáš Lipský)
- Eda - ředitel (Ladislav Županič)
- Uzlíček – pacient (Zdeněk Kozák)
- Major – (Vladimír T. Gottwald)
- Sára Kohnová – manželka Lea Kohna (Hana Čížková)
- Julie Nováková - (Věra Kuchtová)
- Matka představená - (Václav Glazar)
- Tchyně Lea Kohna - (Eva Tauchenová)
- Bordelmáma - (Jaroslava Obermaierová)
- Lord - (Oleg Reif)
- Lejdy - (Jana Andresíková)
- Džejms - sluha (Marcel Vašinka)
- Agáta - jeptiška (Bára Fišerová)
- Adam Tajchner - fyzikář (Libor Janda)
- Poláček - děda (Lubomír Lipský)
- Poláčková - babička (Věra Tichánková)
- Novák - děda (Jan Skopeček)
- Nováková - babička (Jaroslava Tichá)
- Vlasta - učitelka (Dana Morávková)
- Ríša - policista (Jiří Kohout)
- Olda - policista (Rostislav Justin Valeš)
- Vilda - policista (Pavel Urbánek)
- Bára - zdravotní sestra (Pavlína Dupalová)
- Maruš - zdravotní sestra (Zuzana Štalmachová)
- Hostinský - (Karel Liebl)